# Heinrich Jansen
Pour les articles homonymes, voir Jansen.
Heinrich Jansen (1625-1667) est un peintre danois de l'âge d'or de la peinture néerlandaise.

## Biographie
Heinrich Jansen naît le 14 avril 1625 à Flensbourg (alors danoise), de parents Andreas J. Købmand et Anna Skomagerske.
Heinrich Jansen devient actif en peinture en 1642 en se mettant au service d'Abraham Gølnitz, secrétaire du roi danois,.
Il part ensuite à Amsterdam en 1645, où il devient l'élève de Rembrandt,.
Il rentre à Flensbourg en 1648 pour trois ans avant d'entamer un voyage dans les Provinces-Unies en 1651 pour finalement embarquer pour l'Espagne. Il prend ensuite un autre bateau pour Gênes où il séjourne six mois, enchaîne avec Florence où reste trois mois, puis, de 1652 à 1653, vit à Rome pendant dix-neuf mois. Il part ensuite à Venise vers 1653-1654, qui devient son point de départ pour d'autres voyages à Livourne, Pise, Naples, Parme et Padoue. Enfin, il part vers l'Allemagne en passant par Tirol, et s'installe à nouveau à Flensburg de 1654 à 1657.
Après l'invasion des Suédois en 1657, il s'installe à Copenhague : il y devient peintre de la cour du roi Frédéric III.
En 1661, il rentre finalement à Flensbourg où il se marie le 24 octobre 1664 avec Katarina, mais meurt peu après en septembre 1667. Il est enterré à l'église Sankt Marien (Sainte-Marie) de la ville le 23 de ce mois.

## Œuvre
Il peint principalement des scènes religieuses.
- Le Christ prêchant à Marie-Madeleine (copie d'après l'œuvre de Rembrandt de 1638 ; conservée au palais de Buckingham)[2]
- La Présentation au temple (1649 : Kunstmuseum[Lequel ?])[2]
- Deux épitaphes à l'église Sainte-Marie de Flensbourg : La Mise au tombeau (1648) et Saint Pierre prenant la mer (1653). Le premier avait préalablement été attribué à un autre élève de Rembrandt : Jansonius[Qui ?][N 1],[2]